# Famille Apion
Pour les articles homonymes, voir Apion.

Égypte romaine, d'Auguste aux Sévères.

La famille Apion (en grec ancien : Ἀπίων, pluriel Ἀπίωνες, Apiones) est une riche famille de propriétaires terriens de l’Égypte byzantine dont les domaines étaient situés principalement dans les nomes de Haute et Moyenne-Égypte : Oxyrhynque, Arsinoé (aujourd’hui Médinet el-Fayoum) et Héracléopolis Magna.  Faisant déjà partie de l’aristocratie locale, elle gagne une certaine prééminence aux VIe siècle et au début du VIIe siècle alors que plusieurs personnages de cette famille occupent de hautes fonctions dans l’administration impériale. La famille disparait après la conquête sassanide de l’Égypte.

## Histoire

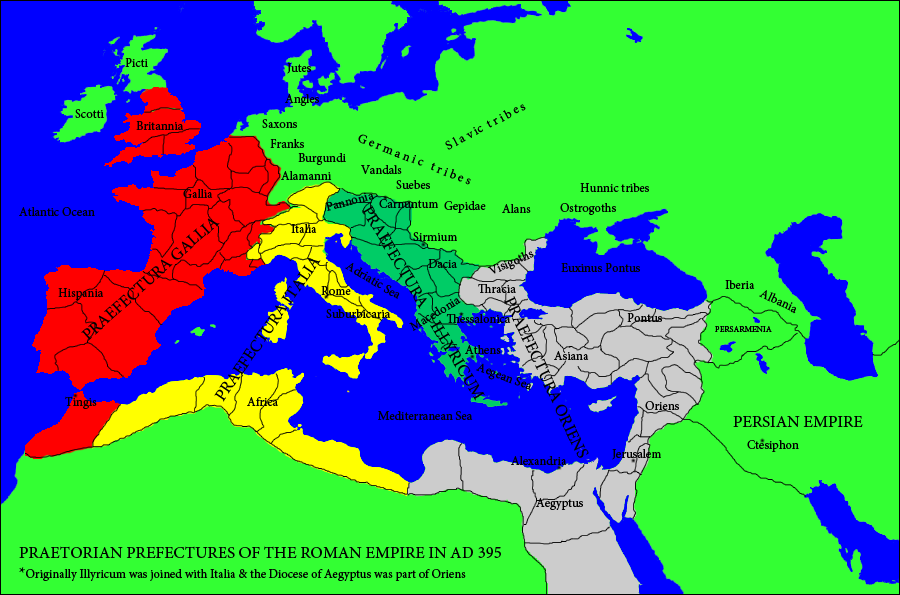
Les préfectures du prétoire dans l’Empire romain vers 395.

On connait mal les origines de la famille. On ne peut démontrer que l’Aurelius Apion qui fut préfet d’Égypte peu avant 328, ni le Flavius Strategius qui fut *comes et *praeses de Thèbes soient apparentés à cette famille.

### StrategiusIer
Le premier membre de la famille dont l’existence soit attestée est Strategius Ier mentionné dans une série de papyrus venant d’Oxyrhynque. Il sert d’abord comme l’un des administrateurs des domaines impériaux (la domus divina) dans les années 430 pour devenir par la suite administrateur en chef des domaines impériaux pour l’ensemble du même nome. Il est promu à la fonction de *comes sacri consistorii avec rang de *vir spectabilis qu’il garde jusqu’à sa mort survenue peu avant décembre 469. On sait qu’il a une fille du nom d’Isis qui aurait épousé celui que l’on a cru être le premier membre de la famille, Apion Ier. Des papyrus récemment découverts ont montré que ce dernier descendait d’une branche de l’aristocratie locale du nome voisin d’Héracléopolis, les Septimii Flavii. Son père, Flavianus avait servi comme *comes sacrarum largitionum à Constantinople. Déjà fonctionnaire à Oxyrhynque en 492, Apion Ier devient consul honoraire (*apo hypaton) en 497 et *patrice en 503. Il est responsable de l’approvisionnement des troupes byzantines pendant la guerre d'Anastase contre l’Empire sassanide, mais tombe en défaveur, est exilé et obligé de se faire prêtre en 501. Rappelé par Justin Ier en 518, il est fait préfet du prétoire pour l’Orient. Monophysite, il se convertit à l’orthodoxie avec toute sa famille entre 525 et 532,,.

### ApionIer
Apion Ier a deux fils, Herakleidas et Strategius II. Herakleidas est un personnage relativement peu connu : possiblement l’ainé des deux, on sait qu’il est conseiller municipal (principalis) à Héracléopolis et ordonné diacre en 510 alors que son père était tombé en disgrâce. Strategius II est successivement *curialis en 489, *comes domesticorum en 497, consul et magister militum honoraire en 518. Il sert comme préfet impérial (legatus Augusti) avant 523. Devenu *patrikios sous Justinien Ier, il est envoyé comme ambassadeur chez les Perses au cours de la guerre d'Ibérie et sert comme *comes sacrarum largitionum de 535 à 538. À ce titre, il supervise la reconstruction d’Hagia Sophia après sa destruction pendant la sédition Nika. Il meurt dans les premiers mois de 542,,,.

### StrategiusIIet ApionII
Strategius II épouse une dame du nom de Leonia. Leur fils, Apion II, est nommé consul pour l’année 539 peu après avoir atteint sa majorité (ou plus jeune encore), alors que sa famille était à son apogée. Comme son père, il reçoit le titre de comes domesticorum. Par la suite, il est nommé patrikios et protopatrikios ce qui fait de lui un des principaux membres du sénat byzantin. On a longtemps cru qu’il avait servi (peut-être par délégation, Apion lui-même demeurant à Constantinople) comme l’un des gouverneurs provinciaux d’Égypte (dux Thebaidos vers 548-550 et pagarch dans le nome d’Arsinoé vers 556), mais des recherches plus récentes ont montré que ces fonctions étaient détenues par d’autres personnes portant le même nom,,.

### ApionIIet sa descendance
Apion II (né entre 517 et 529 ?) meurt en 578/579 et son héritage est géré collégialement pendant huit ans par un certain nombre d’héritiers dont nous ne connaissons pas les noms jusqu’à ce que trois d’entre eux émergent : l’hypatissa Flavia Praeiecta (Praejecta II, fille ou petite-fille de Praejecta I qui était la sœur de Justin II, la nièce de Justinien, et l'épouse d'Aréobindus († 546), puis de Jean, que MedLands donne comme un petit-neveu de l'empereur Anastase), qui est soit la jeune femme d'Apion II,, soit sa fille ou sa belle-fille, apparemment mariée à un Strategius, et à ses deux fils, Georges et Apion III. Georges est mentionné pour la dernière fois en 590 et Praeiecta en 591, après quoi Apion III demeure le seul héritier des domaines d’Oxyrhynque,. Apion III épouse une descendante de la famille sénatoriale romaine des Anicii. Le couple a au moins un fils, Strategius IV. De lettres envoyées par le pape Grégoire le Grand, on déduit que la famille vivait à Constantinople. Consul honoraire et *patrikios, Apion III meurt vers la fin 619 ou au début 620, fait qui pourrait être relié à la conquête sassanide de l'Égypte à la même période. La maison Apion continue d’être bien en vue sous l’occupation perse, du moins jusqu’au mois d’août 626, mais n’est plus mentionnée après cette date,,.

### Pseudo-StrategiusIII
Un autre personnage important de la famille, bien que d’une branche collatérale vivant dans les nomes d’Héracléopolis Magna et Arsinoé, est un autre Strategius (appelé « pseudo-Strategius III dans certaines sources). Il est mentionné dans les textes en 591 ; comme son contemporain Apion III, il est consul honoraire et *patrikios dans les nomes d’Héracléopolis et Arsinoé. Il est impliqué dans la réconciliation des Églises monophysites syrienne et égyptienne en 616. Toutefois, on perd sa trace et celle de sa famille après la conquête sassanide,.

## Position sociale en Égypte byzantine

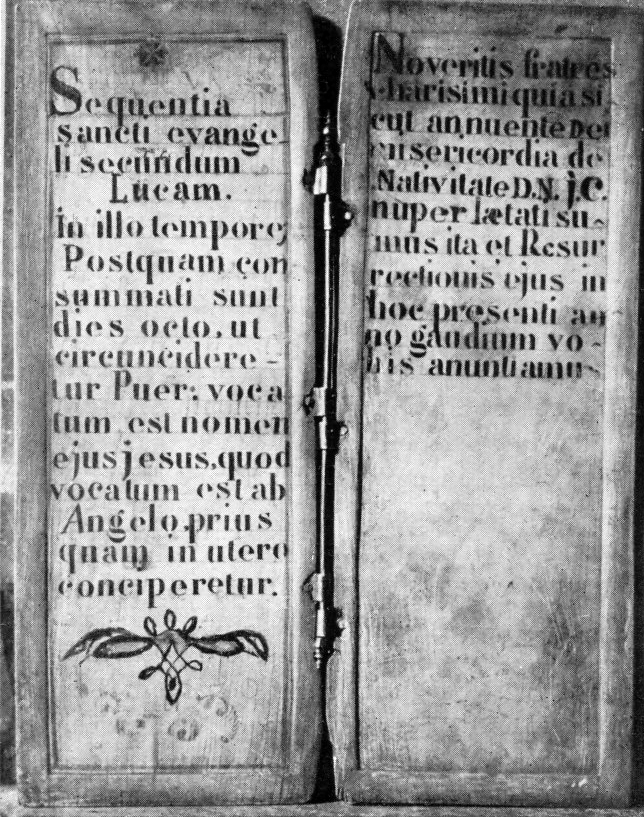
Diptyque consulaire de Strategius Apion.

À l’origine, la famille appartenait à la petite aristocratie municipale (*curiales) ; elle acquiert pouvoir et influence en intégrant l’administration impériale. La famille Apion illustre ainsi ce phénomène répandu dans l’ensemble du monde romain de l’époque en fonction duquel des familles aristocratiques locales utilisaient l’expansion de la bureaucratie au sein de l’empire du IVe siècle pour s’assurer de positions enviables dans l’administration impériale. Cette nouvelle « aristocratie de service » tire avantage de cette prééminence pour acquérir prestige et richesse, s’imposer face à ses rivaux, et établir sa suprématie économique et politique dans les municipalités où elle résidait. Elle peut ainsi acquérir de grands domaines, aidée en cela par la monétarisation de l’économie et la mise en circulation du solidus d’or comme principale monnaie d’échange. Le fait d’être fonctionnaires salariés leur donne en effet un meilleur accès à cette monnaie qu’à leurs rivaux.
C’est ainsi que les Apion en viennent à posséder d’énormes domaines dans plusieurs nomes de Moyenne-Égypte, qu’attestent des centaines de papyrus concernant leur administration. Dans le seul nome d’Oxyrhynque, les Apion contrôlent quelque 75 000 acres, soit les deux-cinquièmes de toutes les terres cultivables. Il est difficile, faute de données, d’établir l’étendue de leurs possessions dans les nomes avoisinants entre autres parce que ces domaines n’étaient pas contigus, mais leurs propriétés devaient être tout aussi considérables,. Comme les autres grandes propriétés de l’époque, celles des Apion sont de deux sortes : les terres qu’ils exploitent directement (autourgia) et celles affermées (ktemata) à des fermiers des villages (choria, epoikia, komai) situés sur leurs propriétés.
Des études antérieures, basées sur le livre de E.R. Hardy, « The Large Estates of Byzantine Egypt » (1931), laissent entendre que les Apion ont quitté Constantinople vers le milieu du VIe siècle pour retourner en Égypte, se convertissant même au monophysisme. Cette théorie a été réfutée en 1985 par J. Gascou et abandonnée depuis. Il semble plutôt que les Apion, du moins les chefs de la famille, sont plutôt des propriétaires non résidents demeurant à Constantinople dans les cercles de la cour impériale,. Les domaines épars de la famille sont ainsi gérés par une « bureaucratie privée » qui comprend même un service postal modelé sur celui du cursus publicus impérial et possédant à la fois un service rapide et un service régulier, tous deux utilisant voies terrestres et fluviales.
L’étude des papyrus montre également que les Apion exercent une autorité considérable au niveau local, disposant à la fois d’une prison privée et d’un service de police (bucellarii) dont les membres sont souvent d’origine étrangère. Selon J.K. Keenan, ce sont ces faits de même que l’existence de serfs (coloni adscripticii) sur les grands domaines « qui sont en grande partie responsables de l’impression que la maison Apion, qu’Oxyrhynque avec ses autres puissants seigneurs, que l’Égypte antique tardive dans son ensemble revêtaient un caractère « féodal » au sens médiéval du terme et que les grandes maisons égyptiennes s’opposaient, voire étaient en conflit avec le gouvernement impérial ». Cette opinion a été modifiée plus récemment en faveur d’une image de tolérance et d’appui tacite du gouvernement impérial à l’endroit des pouvoirs locaux des grandes familles et même d’une certaine coopération entre les deux parties. À preuve le fait que les grandes familles propriétaires assumaient l’entretien des travaux d’irrigation dont dépendaient non seulement l’économie provinciale, mais aussi l’approvisionnement en grain de la capitale.

### Génealogie
- Strategius, (v.410 - 469);
  - Isis, (v.450 - ?), épouse Apion
- Flavianus, (v.420 - ?)
  - Apion Ier, (v.450 - v.525/32), consul en 497;
    - Strategius, (v.475 - 542), consul en 518;
      - Apion II, (v.510 - 578/9), consul en 539;
        - Strategius, (v.535 - 583/4), patrice, peut être consul;
          - Palladia;
          - Pulcheria;

        - Apion III, (v.560 - ap.623), consul en 587;
          - Strategius, (v.594/8 - ap.603);
          - Ne;
          - Ne;

        - Georgios, (v.565 - 590), consul en 587;